# Razorback (film)
Pour les articles homonymes, voir Razorback.
Pour plus de détails, voir Fiche technique et Distribution.
Razorback est un film d'horreur australien réalisé par Russell Mulcahy et sorti en 1984. Il s'agit d'une adaptation cinématographique du roman du même nom de Peter Brennan.
Le film met en scène un razorback monstrueux terrorisant l'Outback. Il est désigné comme un Ozploitation (film d'exploitation australien).

## Résumé
Un grondement lointain s'amplifie dangereusement dans l'Outback, le sol tremble et soudain, une puissante forme noire défonce les murs de la maison de Jack Cullen. Lorsque le vieux Jack peut enfin pénétrer dans ce qui reste de sa maison, son petit-fils a disparu. Personne ne croit l'histoire du vieil homme qui dit avoir reconnu un énorme razorback sanguinaire et particulièrement friand de chair humaine. Il est inculpé pour la disparition de son petit-fils mais relâché faute de preuve. Il n'a de cesse alors de traquer cet affreux animal pour prouver sa bonne foi.
Deux ans plus tard, une journaliste new-yorkaise, militante d'une association pour la protection des animaux, Beth Winters arrive à Gamulla pour un reportage sur les dérives de la chasse au kangourou, disparaît dans des conditions étranges, la plupart des habitants raconte qu'elle est tombée dans un puits. Son mari, Carl Winters, décide de partir à la recherche de sa femme et rencontre le vieux Jack qui met en cause le razorback. Mais Carl préfère suivre la piste de deux chasseurs de kangourou dérangés de la conserverie Petpak, Benny et Dicko Baker. Carl prend un autre nom, Bill. Carl fait la connaissance de Sarah Cameron une paysanne en chasse du razorback. De plus c'est une amie du vieux Jack.
Jack tente ensuite de tuer le sanglier mais manque de chance, son fusil est à court de munitions, bien que le razorback a résisté à pas mal de balles. Il retrouve la bague de Beth Winters dans les excréments du sanglier et élucide le mystère. Quant aux deux frères chasseurs, ils viennent attaquer puis tuer Jack connaissant la véritable histoire de Beth Winters.
Peu après que Dicko ait blessé le vieux Jack, celui-ci se fait dévorer par le sanglier. Carl menace Benny, lui fait avouer ce qui s'est vraiment passé avec sa femme et avoue qu'ils l'ont attaquée et violée avant que le razorback arrive pour dévorer sa femme. Benny tombe dans un puits, quant à Dicko il se fait dévorer à son tour. Le sanglier finit par être tué techniquement par Carl ; l'attirant vers une hélice de la conserverie Petpak puis déchiqueté. Et c'est ainsi que Carl et Sarah sont les seuls survivants.

## Fiche technique
Sauf indication contraire, les informations mentionnées dans cette section peuvent être confirmées par la base de données cinématographiques IMDb,  présente dans la section « Liens externes ».
- Titre original et francophone : Razorback
- Réalisation : Russell Mulcahy
- Scénario : Everett De Roche, d'après le roman Razorback de Peter Brennan
- Musique : Iva Davies
- Photographie : Dean Semler
- Montage : William M. Anderson (en)
- Décors : Bryce Walmsley
- Costumes : Helen Hooper
- Production : Hal McElroy et Tim Sanders
- Sociétés de production : UAA Films, McElroy & McElroy et Western Film Productions
- Distribution : Warner-Columbia Film (France), Greater Union Organisation (Australie)
- Pays de production : Australie
- Format : couleurs - 2,35:1 - Dolby - 35 mm
- Genre : horreur, ozploitation[2]
- Durée : 95 minutes
- Dates de sortie[3] : 
  - Australie : 19 avril 1984
  - France : 30 janvier 1985
- Classification : 
  -  France : interdit aux moins de 12 ans[4]

## Distribution
- Gregory Harrison (VF : Lambert Wilson) : Carl Winters
- Arkie Whiteley (VF : Françoise Dasque) : Sarah Cameron
- Bill Kerr (VF : Claude Joseph) : Jack Cullen
- Chris Haywood (VF : Patrick Préjean) : Benny Baker
- David Argue (VF : Dominique Collignon-Maurin) : Dicko Baker
- Judy Morris : Beth Winters
- John Ewart (en) (VF : Marc de Georgi) : Turner
- John Howard (VF : Mario Santini) : Danny
- Don Smith : Wallace
- Mervyn Drake : Andy
- Redmond Phillips (en) : le magistrat
- Alan Becher : le conseiller
- Peter Schwarz (VF : Jean-Pierre Leroux) : l'avocat
- Beth Child : Louise Cullen
- Rick Kennedy : un fermier

## Production

### Genèse et développement
Le scénario est inspiré du roman Razorback de Peter Brennan. Le film s'inspirerait par ailleurs de la célèbre disparition d'Azaria Chamberlain, un enfant qui aurait été attaqué par un dingo en 1980.
Russell Mulcahy est engagé par les producteurs ont vu son travail sur le clip de Duran Duran, Hungry Like the Wolf (1982).
Le réalisateur voulait Jeff Bridges pour le rôle principal de Carl, mais le producteur Hal McElroy pense qu'il n'est pas connu à l'international.

### Tournage
Le tournage a lieu principalement dans l'État australien de Nouvelle-Galles du Sud (Broken Hill, Silverton, etc.). Quelques plans sont tournés par la seconde équipe à Los Angeles et New York.
La créature est réalisée en animatronique pour un coût de 250 000 $. Les effets spéciaux du film sont si réussis qu'après la sortie, Steven Spielberg contacte Russell Mulcahy pour lui poser quelques questions sur certains effets.

## Bande originale
Iva Davies, du groupe Icehouse, compose la bande originale - entièrement instrumentale - du film.
D'autres titres, déjà sortis auparavant, figurent également dans le film :
- Blue Eyes, interprété par Elton John et Gary Osborne
- New Moon on Monday, interprété par Duran Duran
- Reckless (Don't Be So), interprété par James Reyne

## Accueil
Au box-office, le film totalise 801 000 $A en Australie, où il sort le 19 avril 1984. Le long-métrage, diffusée en sortie limitée aux États-Unis et au Royaume-Uni par Warner Bros à partir du 16 novembre 1984, ne totalise que 150 140 $US sur le territoire américain. Le succès du film se fera par le biais de la vidéo, lors de sa sortie en VHS par Thorn EMI, où il sera plus important que lors de sa diffusion en salles.
En France, le film sort fin janvier 1985 et totalise 476 929 entrées en fin d'exploitation, dont 77 128 entrées sur Paris et sa périphérie.

## Distinctions
- Prix de la meilleure photographie lors de l'Australian Cinematographers Society 1984.
- Prix du meilleur montage et nominations aux prix des meilleurs décors, meilleur son, meilleure musique et meilleur scénario adapté d'une œuvre existante lors de l'Australian Film Institute 1984.
- Nomination au Grand prix lors du festival international du film fantastique d'Avoriaz 1985.